# Karel Bonaventura Buquoy
Karel Bonaventura hrabě Buquoy [bykoá] (francouzsky: Charles Bonaventure de Longueval comte de Bucquoy, německy: Karl Bonaventura Graf von Buquoy; 9. ledna 1571 Arras, Francie – 10. července 1621 Nové Zámky, Uhry) byl francouzský šlechtic z rodu Buquoyů a velitel habsburských císařských vojsk v Nizozemí a ve střední Evropě na počátku třicetileté války. V císařské armádě dosáhl hodnosti polního maršála a byl také rytířem prestižního Řádu zlatého rouna. Jako odměnu za vojenské zásluhy získal značný majetek v jižních Čechách (Rožmberk, Nové Hrady), který jeho potomkům patřil až do 20. století.

## Původ
Narodil se 9. ledna 1571 v severní Francii, v Arrasu (oblast Artois). Jeho předkové pocházeli z Francie a jižní Belgie (Valonsko). Jeho otcem byl Maximilien de Longueval, baron de Bucquoy, kterého španělský král Filip II. povýšil do hraběcího stavu. V roce 1606 se oženil s Marií Magdalenou hraběnkou de Biglia (1573–1653) a hraběnkou de Sarona, pocházející ze staré a vlivné milánské rodiny, s níž měl syna Karla Alberta (1607-1676). Válečné vzdělání získal ve Francii a Španělsku.
Buquoyové byli původně zemanským rodem a psali se „de Longueval“ (Longueval = vesnice v Pikardii, kde měli tvrz). 20. června 1580, po povýšení do stavu hrabat, se začali psát „de Bucquoy“. Linie Karla Bonaventury, která se po roce 1618 usadila v Čechách ono písmeno „c“ vypouštěla a někdy místo „y“ používala „i“, aby se mohla odlišovat od linie francouzské a belgické.

## Ve službách Habsburků
Svou vojenskou kariéru začal ve službě španělských Habsburků a jejich državách v Nizozemí. Jeho vojenská kariéra rychle stoupala a v roce 1614 dosáhl hodnosti polního maršála, od roku 1616 vojensky zajišťoval místodržitelství v Hennegavsku, kde byl později místodržitelem jmenován jeho syn Karel Albert. Od roku 1605 byl členem španělské válečné rady a v roce 1613 obdržel Řád zlatého rouna.

## Císařským generálem
Roku 1616 přešel do služeb rakouských Habsburků, roku 1617 mu byl udělen český inkolát. V roce 1618 jej císař Matyáš Habsburský jmenoval velitelem rakouských císařských vojsk a poslal do Čech s úkolem „zkrotit rebelii“ českých stavů. V Čechách zvítězil Buquoy v několika důležitých bitvách třicetileté války: Jedním z mezníků konfliktu byla bitva u Záblatí (na Českobudějovicku), kde Buquoy 10. června 1619 zvítězil nad protestantskými vojsky, vedenými hrabětem Petrem Arnoštem Mansfeldem (1580–1626). Mezitím byl v roce 1618 jmenován císařským tajným radou a v roce 1620 obdržel i titul císařského komorníka.
Dne 4. listopadu 1620 při bitvě u Rakovníka byl choulostivě zraněn průstřelem obou stehen, kulka se dokonce „oudu přirozeného dotkla.“ Vzhledem ke zranění předal velení císařské armády Rudolfu Tiefenbachovi před bitvou na Bílé hoře, která se odehrála dne 8. listopadu 1620. Vlastní bitvy se zúčastnil pouze jako pozorovatel, v jejím průběhu jen jednou nasedl na koně, aby pomohl svému vojsku, když se začalo stavovskému vojsku dařit, ale než dojel na bojiště, bylo nebezpečí zažehnáno.

## Odměna
Za jeho vynikající služby a za finanční půjčku mu císař Ferdinand II. daroval některá zkonfiskovaná protestantská panství. Základem bylo jihočeské dominium Nové Hrady (na Českobudějovicku), Cuknštejn, Rožmberk nad Vltavou nebo Libějovice u Vodňan a další. Darovací listina ze 6. února 1620 byla napsána česky, vlastnoručně ji podepsal císař. Ten neměl na žold pro vojáky, proto dlužené peníze nahradil darováním panství. Karel Buquoy se tak stal prvním nabyvatelem statků zabavených povstalcům v procesu pobělohorských konfiskací ještě před bitvou na Bílé hoře. Dosavadní majitel Petr II. ze Švamberka totiž zemřel již v květnu 1620 a Buquoy získal potvrzení na jejich převzetí s tím, jak postupně Švamberkův majetek obsazoval při pochodu vojsk z Bavorska k Praze. Ke zmíněným panstvím patřilo 11 městeček, 170 vesnic a rozsáhlé lesní porosty v Pošumaví, čímž byly položeny základy rozsáhlého pozemkového vlastnictví v jižních Čechách, které Buquoyům patřilo až do 20. století. 

## Smrt Karla Bonaventury a jeho památka
Karel Bonaventura Buquoy padl 10. července 1621 během obléhání pevnosti Nové Zámky na jihozápadním Slovensku, kde bojoval proti vojsku Gábor Bethlena. Toho dne chtěli císařští vojáci sklidit pšenici z okolních polí a Buquoy zajišťoval žencům ochranu pomocí 1200 jezdců a 300 pěšáků. Z pevnosti proti nim vyrazil oddíl asi 1200 uherských jezdců, vedený Štefanem Horváthem, a císařští vojáci byli rozprášeni. Samotný generál padl do zajetí. V jednom okamžiku se zdálo, že by císařští vojáci s pomocí posil z tábora mohli získat na bojišti znovu převahu a zajatce osvobodit. Proto ho dva hajduci, kteří Buquoye střežili, raději zabili. Podle dvou dochovaných  maleb jeho nahého těla, byl po mučen mnoha ranami nožem či dýkou. 
Byl pochován v neoznačeném hrobě v kostele Panny Marie, dnes kostel svatého Mikuláše, v Rožmberku nad Vltavou. Po generálově smrti se správy panství ujala vdova Marie Magdalena, protože jejich syn byl v té době nezletilý. Na památku svého manžela dala zřídit v přízemí hradu v Nových Hradech jeho pamětní síň se sochou ve zbroji a s palcátem v ruce. Ve vitríně dala vystavit olejomalbu jeho zmučeného těla zepředu a zezadu (dochovanou i s původním rámem) a zkrvavený krajkový límec - relikvii jeho domnělého mučednictví. V 50. letech 20. století byla síň zrušena, ale po roce 1989 opět obnovena.

## Dědicové
Po vzniku Československa byly Karlu Jiřímu Buquoyovi (1885–1952) některé ze statků vyvlastněny pozemkovou reformou z roku 1919 a staly se tzv. „zbytkovými statky“. Ostatní majetek zůstal v držení rodu až do roku 1945. Novohradští Buquoyové se vždy hlásili k německé národnosti, nejen po roce 1918, ale především v letech 1938–1945, kdy na hradě v Nových Hradech vlála říšskoněmecká vlajka s hákovým křížem. Synové Karla Jiřího byli vojáky wehrmachtu a jeden z nich, Jan Oldřich Buquoy (1925–1943) nastoupil k válečnému námořnictvu; zahynul 26. prosince 1943 v Severním moři při potopení bitevního křižníku Scharnhorst Spojenci. Proto v roce 1945 postihly jejich majetek Benešovy dekrety.

## Galerie

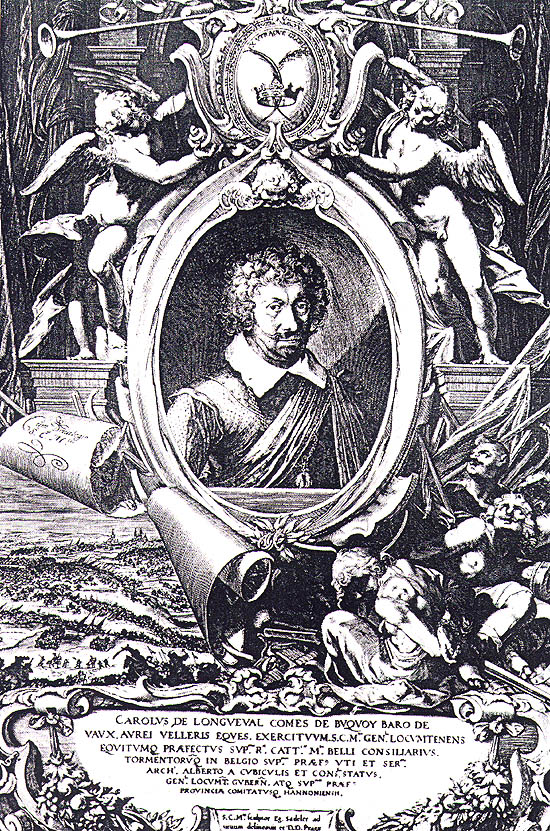
Portrétní mědirytina Egidia Sadelera
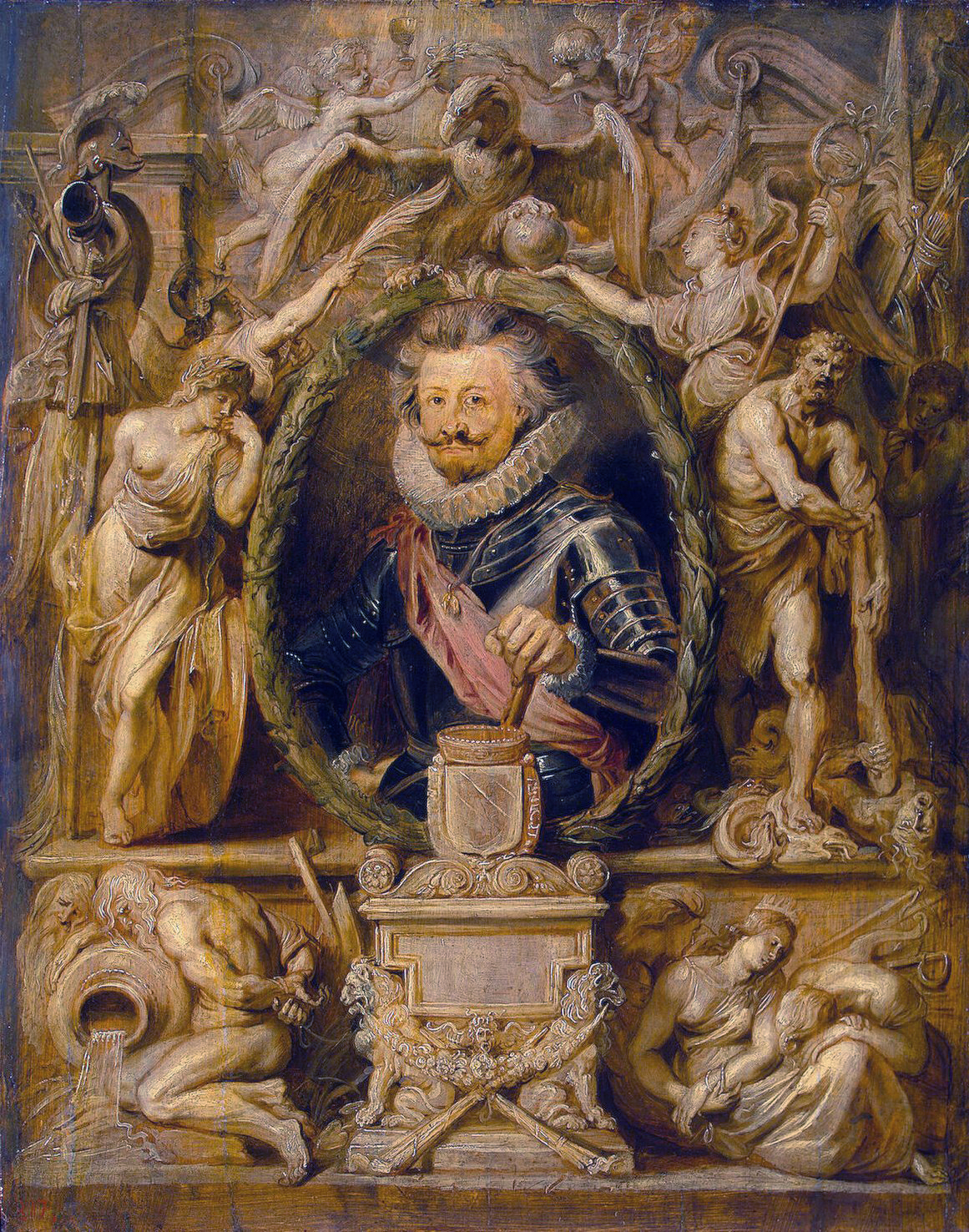
Karel Bonaventura de Longueval, hrabě Bukvojský, od Petra Pavla Rubense
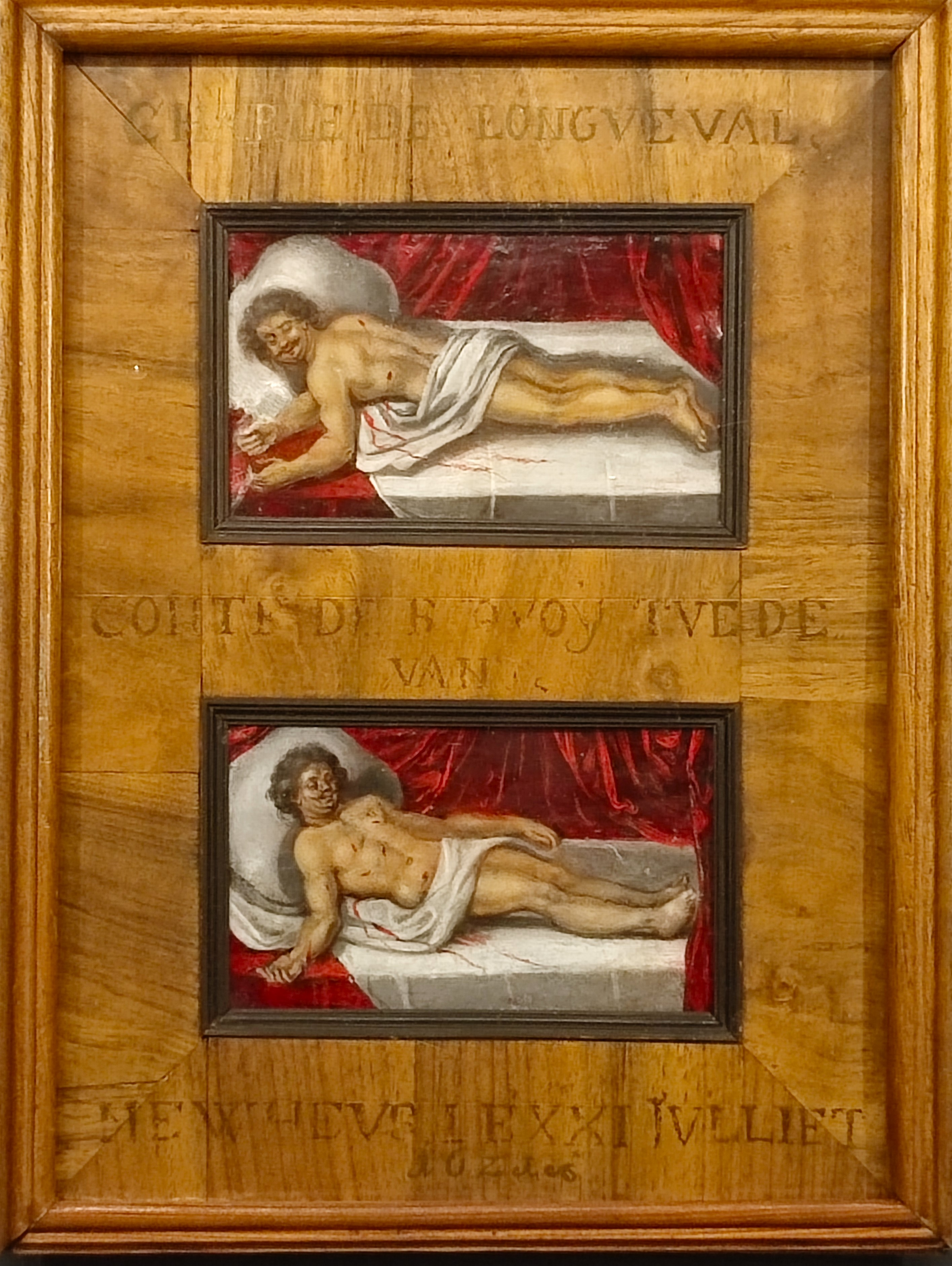
Malba Karla Bonaventury Buquoye na úmrtním loži